# Monika Reis

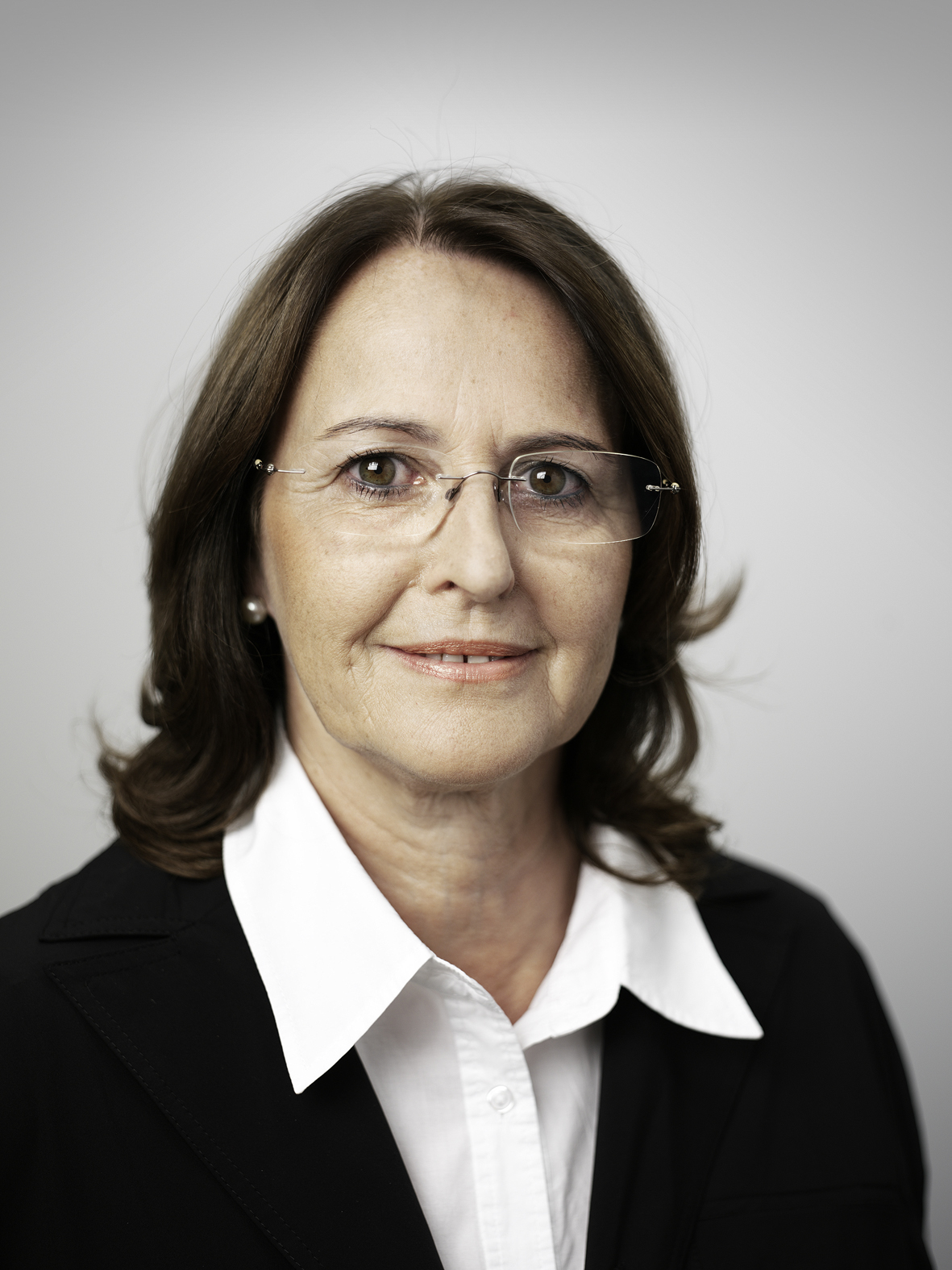
Monika Reis (2010)

Monika Reis (* 18. April 1951 in Hohenems; geborene Monika Waibel) ist eine österreichische Politikerin (ÖVP). Von 1996 bis 2014 war sie Abgeordnete zum Vorarlberger Landtag.

## Ausbildung und Beruf
Monika Reis wurde am 18. April 1951 als Tochter von Ferdinand und Pia Waibel in der Rheintalstadt Hohenems geboren. Sie besuchte die Volks- und Hauptschule in Hohenems und absolvierte von 1967 bis 1970 eine Ausbildung an der Fachschule Marienberg in Bregenz. Anschließend folgte ein einjähriger Sprachaufenthalt in England, ehe sie ins Berufsleben eintrat. Im Jahr 1971 wurde Monika Reis kaufmännische Angestellte des Hohenemser Skierzeugers Kästle. Ein Jahr darauf, im Jahr 1972, wechselte sie ebenfalls als kaufmännische Angestellte zur Hohenemser Niederlassung des Pharmaproduzenten Sandoz, wo sie bis 1981 angestellt war. Seit 1981 ist Monika Reis neben ihrer politischen Tätigkeit Hausfrau.

## Politische Karriere
Monika Reis trat im Jahr 1993 in den Österreichischen Arbeitnehmerinnen- und Arbeitnehmerbund sowie in die Österreichische Frauenbewegung, zwei Teilorganisationen der Österreichischen Volkspartei, ein. Bei der Gemeindevertretungswahl 1995 wurde Reis erstmals in ein politisches Amt gewählt und ist seit dem 29. April 1995 ununterbrochen Mitglied der Hohenemser Gemeindevertretung. Zeitgleich wurde sie auch zum ersten Mal zum Mitglied des Hohenemser Stadtrats gewählt und war dabei als Stadträtin für die Referate Sport und Familie sowie Kindergärten verantwortlich. Dieses Amt hatte sie zunächst bis 1997 inne. Im Jahr 2000 wurde Monika Reis jedoch erneut zur Stadträtin mit denselben Ressorts gewählt. Vom 30. April 2005 bis zum 10. April 2010 war sie in der Folge Hohenemser Vizebürgermeisterin mit der Ressortzuständigkeit für Sport und Familie, Freizeit und Kinderbetreuung. Seit 2010 ist sie auf kommunaler Ebene nur noch einfaches Mitglied der Gemeindevertretung.
Am 31. Jänner 1996 wurde Monika Reis erstmals als Abgeordnete zum Vorarlberger Landtag angelobt, wobei sie ihrem Parteikollegen Gerald Nosko auf dessen Mandat im Wahlbezirk Dornbirn nachfolgte. 1999 rückte sie nach der Landtagswahl abermals in den Vorarlberger Landtag nach, nachdem ihre Parteikollegin Eva Maria Waibel zur Landesrätin gewählt worden war. Auch bei den Landtagswahlen 2004 und 2009 gelang Monika Reis jeweils der Einzug als Abgeordnete in den Vorarlberger Landtag. Reis, die 2004 noch auf Platz 1 der ÖVP-Landesliste kandidiert hatte, trat bei der Landtagswahl 2009 auf Platz 17 der Landesliste an, erreichte aber ein Grundmandat im Wahlbezirk Dornbirn. Nach der Landtagswahl 2014 schied sie aus dem Landtag aus. Während ihrer Zeit im Vorarlberger Landtag war sie in den ersten beiden Legislaturperioden für den ÖVP-Landtagsklub Bereichssprecherin für Sport und Kinderbetreuung, in den zweiten beiden Legislaturperioden für Familie und Sport.

## Privatleben
Monika Reis ist seit 1978 verheiratet und Mutter von zwei Söhnen. Sie lebt mit ihrer Familie in Hohenems. Reis ist langjährige Funktionärin und seit 2003 Präsidentin der Vorarlberger Turnerschaft. Als solche war sie maßgeblich dafür mitverantwortlich, dass die Weltgymnaestrada 2007 und die Weltgymnaestrada 2019 in Dornbirn stattfanden.